# Cabeço da Arruda
Koordinaten: 39° 6′ 39″ N, 8° 39′ 48,9″ W
Die Nekropole Cabeço da Arruda befindet sich im Tal des Ribeira de Muge, etwa 15 Kilometer (Luftlinie) südlich von Santarem, im Alentejo in Portugal.
Der Befund wird in drei Fundkomplexe eingeteilt.

## Cabeço da Arruda 1
Bei dem 1933 untersuchten Gebilde handelt es sich um eine in den Hang gegrabene U-förmige Höhlung von 2,8 × 2,3 m (etwa 6 m²), ohne jedes Anzeichen einer baulichen Ergänzung, die durch die dort gemachten Funde, darunter zahlreiche Schieferplattenidole und die Überreste von 41 Menschen, von Interesse ist. Eventuell handelt es sich um die Deponierung von Ausräumungen aus der nur 15 m entfernten Megalithanlage (Grab 2).

### Die Funde
- Felsgesteinobjekte und -fragmente (Äxte oder Hacken) aus Diorit und Fibrolith.
- Idole aus Kalk- und Sandstein, darunter mit Vertiefungen verzierte Halbzylinder aus Marmor und Sandstein (als Platte).
- 11 geometrisch oder mit Fischgräten-, Wolfszahn- oder Zickzackornamenten gravierte Schieferplatten.
- zerscherbte Keramik
- Knochengegenstände, darunter ein Idol, 3 Kaninchenskulpturen etc.
- 22 verschiedenfarbige Pfeilspitzen aus Feuerstein, Mikrolithe, Bohrer, Klingen etc.
- Schmuck in Form von Anhängern (aus Callaïs und Perlen aus Amphibolit, Gagat, Kalkstein und Schiefer)
- durchbohrte Zähne von Eber (5), Fuchs (3) und Hund (18)

## Cabeço da Arruda 2
Reste der Rundkammer von ca. 2,5 m Durchmesser und des 4,5 m langen Ganges eines Felskuppelgrabes (Tholos)

### Die Funde
Alle Funde wurden unter einer herabgestürzten Felsplatte (Teil der ehemaligen Decke) gemacht; der freie Bereich war geplündert.
- Felsgesteinobjekte und -fragmente (Beile und Hacke) aus blauem Amphibolit
- Idole aus Kalk- und Sandstein, darunter unverzierte Halbzylinder und die Fragmente eines Báculos, einer Lunula und eines rillenverzierten hornartigen Gegenstandes, dessen Deutung offen ist.
- Keramik in Form von unverzierten Näpfen, verzierten Kümpfen und Schalen und den Scherben von kleinen und größeren Näpfen und Schalen der Glockenbecherkultur sowie eines Glockenbechers.
- Knochengegenstände als Fragmente, darunter Anhänger, Rest einer verzierten Dose, Idole, Nadeln etc.
- Drei Pfeilspitzen und Fragmente anderer Art aus verschiedenfarbigem Feuerstein, retuschierte Klingen etc.

## Cabeço da Arruda 3
Etwa 100 m von Grab 2. An dem nur durch einen Suchgraben erforschten Platz fanden sich nur menschliche Knochen, ein Skelett und ein poliertes Steinbeil.